# Joseph Leonhard Banniza von Bazan

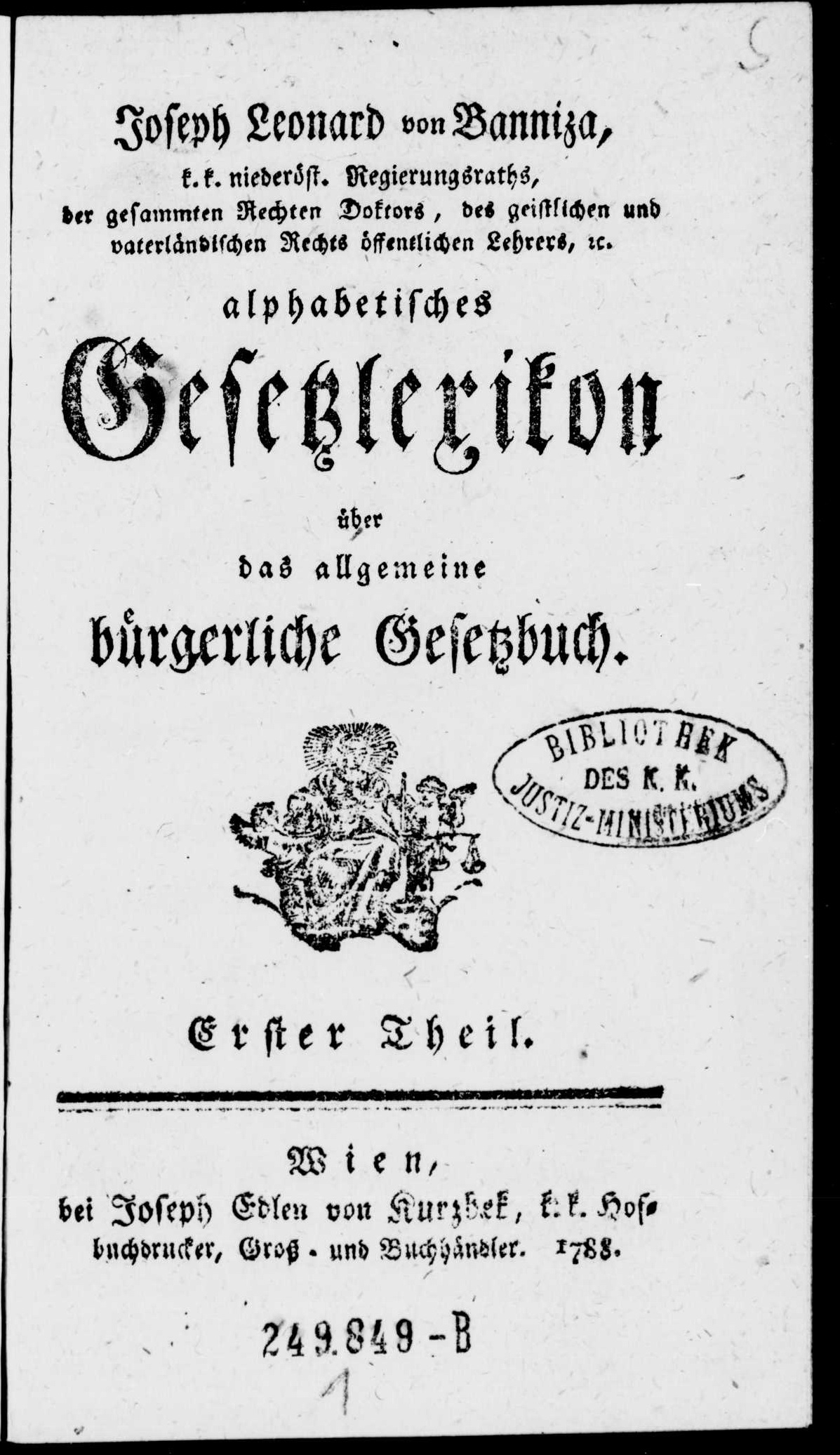
Alphabetisches Gesetzlexikon über das allgemeine bürgerliche Gesetzbuch ("Dizionario alfabetico di diritto sul codice civile generale"), 1788

Joseph Leonhard Banniza von Bazan (Würzburg, 29 marzo 1733 – Innsbruck, 20 dicembre 1800) è stato un giurista austriaco.

## Biografia
Studiò a Würzburg e si trasferì nel 1755 con il padre Johann Peter Banniza von Bazan (1707-1775) a Vienna, dove ottenne il dottorato in legge. Nel 1762 ricevette la cattedra. Nel 1768 divenne professore a Innsbruck di diritto civile e penale (bürgerlichen und peinlichen Rechts), e nel 1782, di diritto spirituale e patriottico (geistlichen und vaterländischen Rechts). Fu autore di scritti giurisprudenziali che trattano soprattutto di diritto civile e penale. 
Suo fratello Ignaz Banniza venne ammesso il 30 gennaio 1794 nel Cavalierato austriaco.

## Opere
- (LA) Triga disquisitionum ex iure naturae, Wien, Johann Thomas von Trattner, 1758.
- (LA) Disquisitio ex iure germanico de utilitate atque necessitate studii iuris Germanici civilis communis, Wien, Johann Thomas von Trattner, 1760.
- (LA) Delineatio iurisprudentiae naturalis, Wien, Georg Ludwig Schulz, 1762.
- (LA) Disquisitio de analogia iuris Germanici civilis communis, cum iure provinciali Austriaco, Hungarico, Bohemico, Moravico et Tirolensi, Wien, Georg Ludwig Schulz, 1761.
- (LA) Disquisitio de analogia iuris germanici civilis communis et provincialis Austriaci quoad successionem, Wien, Leopold Johann Kaliwoda, 1765.
- (LA) Vollständige Abhandlung von den sämmtlichen österreichischen Gerichtsstellen, Wien, Johann Thomas von Trattner, 1767.
- Delineatio iuris criminalis secundum constitutionem Theresianum et Carolinam, 1771, 1773.
  - (LA) Delineatio iuris criminalis secundum Constitutionem Carolinam ac Theresianam, vol. 1, Innsbruck, Johann Thomas von Trattner, 1771.
  - (LA) Delineatio iuris criminalis secundum Constitutionem Carolinam ac Theresianam, vol. 2, Innsbruck, Johann Thomas von Trattner, 1773.
- (LA) Disquisitio de tortura, Wien, Johann Thomas von Trattner, 1774.
- Disquisitiones iuris plani ac controversi Pandectarum ad. J. G. Heineccii Elementa iuris civilis, 1780–82.
- Gründliche Anleitung zu dem allgemeinen bürgerlichen Gesetzbuche, 1787.
- (DE) Alphabetisches Gesetzlexikon über das allgemeine bürgerliche Gesetzbuch, vol. 1, Wien, Joseph Edlen von Kurzbek, 1788.

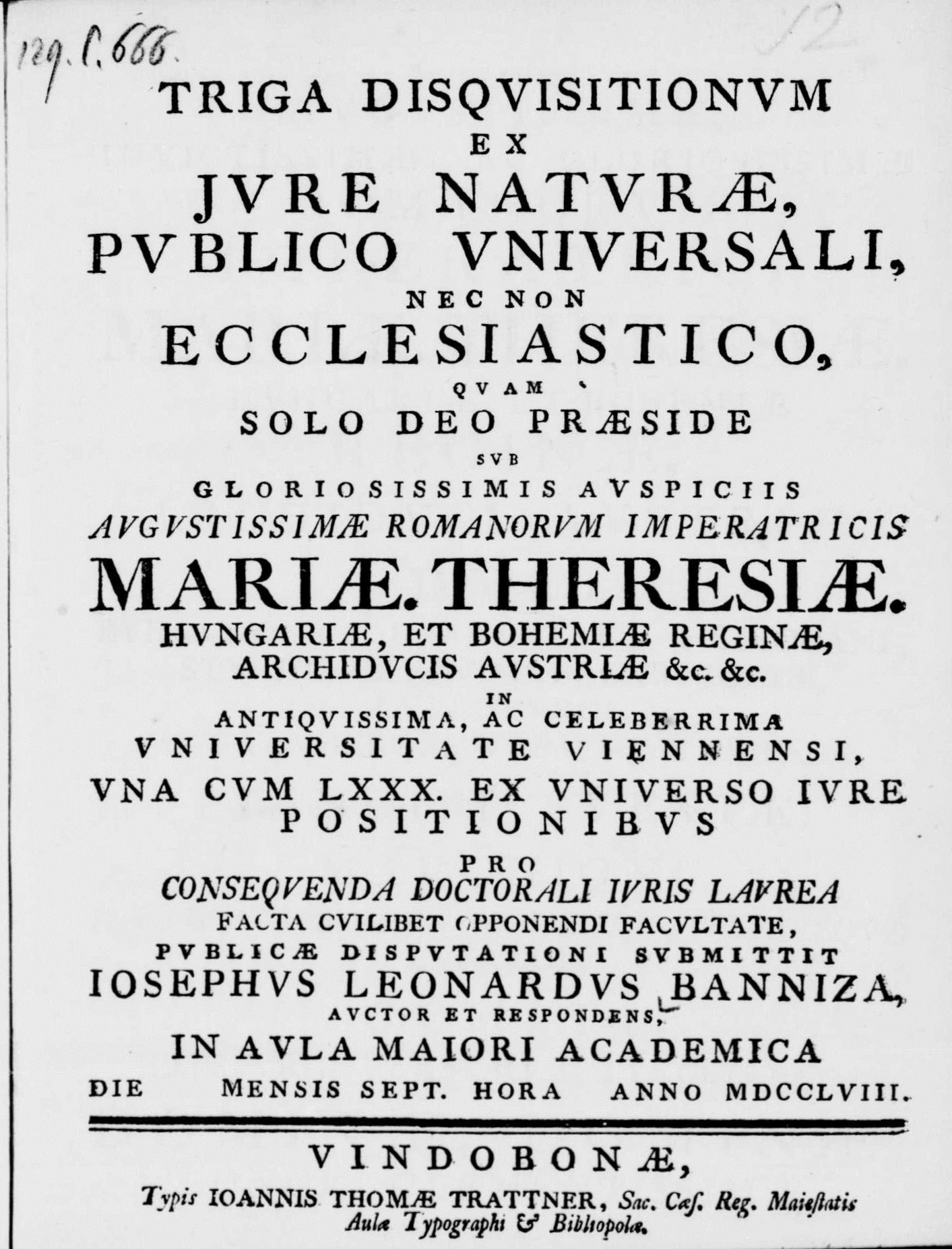
Triga disquisitionum ex iure naturae, 1758
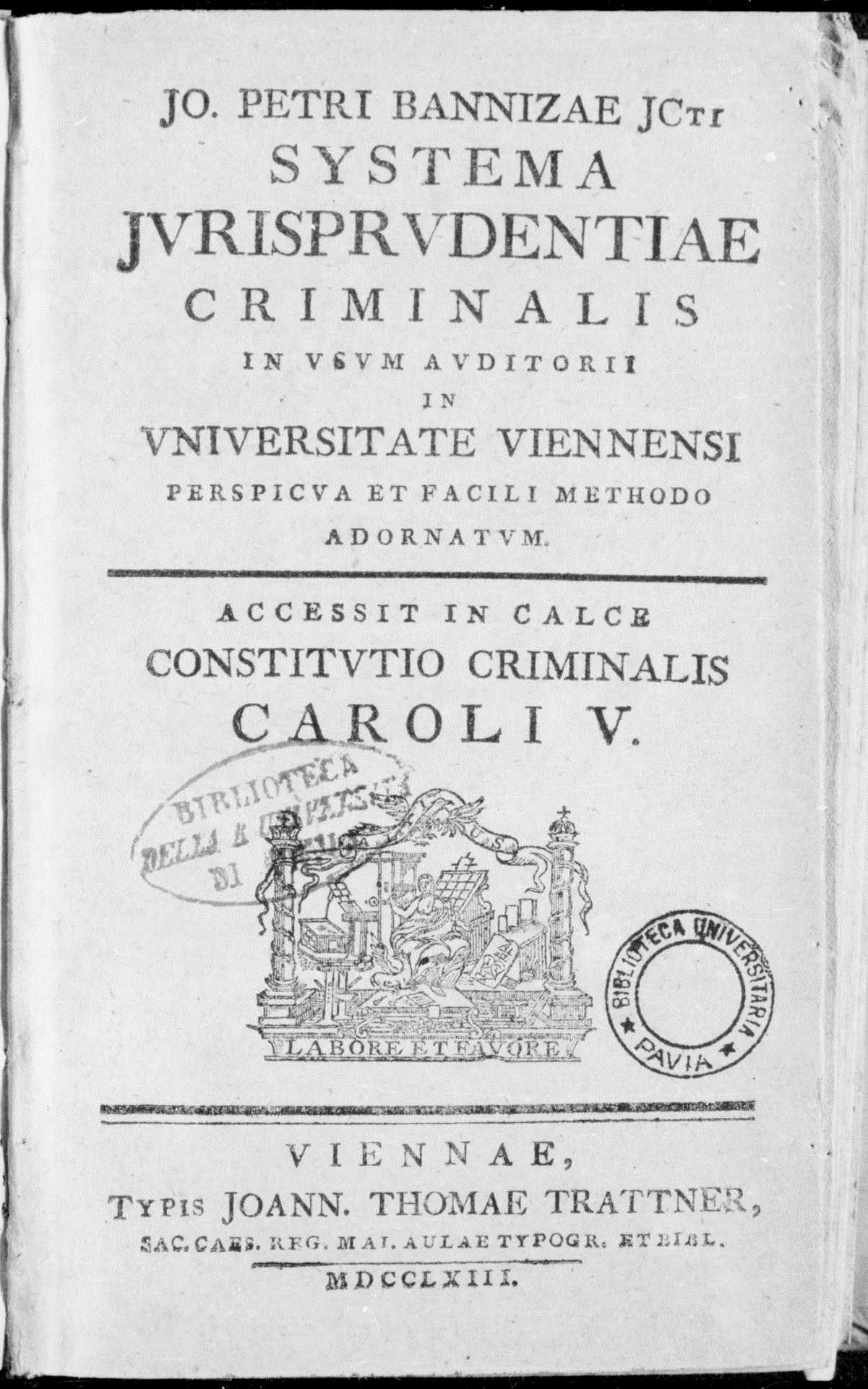
Systema iuris prudentiae criminalis, 1763